# Ramon d'Abadal i Calderó
 (novembre 2024).
Si vous disposez d'ouvrages ou d'articles de référence ou si vous connaissez des sites web de qualité traitant du thème abordé ici, merci de compléter l'article en donnant les références utiles à sa vérifiabilité et en les liant à la section « Notes et références ».
Ramon d'Abadal i Calderó, né à Vic le 7 janvier 1862, et mort à Rupià en 1945, est un avocat et homme politique catalan d'idéologie conservatrice, membre de la Lliga Regionalista.
Il est l'oncle de l'historien et homme politique Ramon d'Abadal i de Vinyals.

## Biographie
Il est issu d'une famille aisée, détenant des propriétés à Vic, Dosrius, Sant Gervasi de Cassoles et Les Corts. Il exerce la fonction de conseiller auprès de l'entreprise de fabrication de ciment Asland.
Il est élu député aux Congrès dans les rangs du Parti conservateur lors des élections générales de 1899, mais sa posture idéologique favorable au catalanisme empêche l'essor de sa carrière politique au entraînant sa mise à l'écart des partis dynastiques espagnols.
En 1899, il est ainsi l'un des fondateurs du Centre Nacional Català (Centre national catalan). Pour les mêmes motifs, il milite dans la Lliga Regionalista dès sa fondation en 1901. Partisan de Francesc Cambó, il intègre la Commission d'action politique de ce dernier, qu'il dirige entre 1908 et 1936. Dans les rangs de la Lliga, il occupe diverses charges politiques en Catalogne : conseiller municipal de Barcelone en 1903 et 1911 (période où il mène différentes réformes urbanistiques du centre historique), sénateur pour la députation de Barcelone en 1907 et 1910, puis pour la Sociedades Económicas de Amigos del País en 1906, 1914, 1916 et 1918. Au cours de la crise de 1917, il préside l'Assemblée de parlementaires dirigée à Barcelone par la Lliga, jusqu'à sa dissolution par la Garde civile.
Il est président de l'Athénée barcelonais en 1902 et président de l'Académie de jurisprudence et législation de Catalogne (Acadèmia de Jurisprudència i Legislació de Catalunya) en 1903-1904 et 1911-1912. En 1924, il est élu doyen du Collège d'avocats de Barcelone, mais il est destitué en 1926 par le gouvernement de Miguel Primo de Rivera durant la dictature, emprisonné et exilé à Alcalà de Xivert, dans la province de Castellón. En 1930, il est rétabli dans ses fonctions, qu'il occupe jusqu'en 1935.
Il est élu député aux Cortes Generales de la Seconde République à partir des élections de 1931 et député au Parlement de Catalogne, dirigeant dans les deux assemblées le groupe parlementaire de la Lliga. Dans la première, il s'oppose vigoureusement aux mesures anticléricales du gouvernement, tandis qu'il s'oppose également aux réformes agricoles défendues par la Generalitat menée par Esquerra Republicana de Catalunya dans la seconde.
En 1936, à l'éclatement de la Guerre civile espagnole, il s'exile en Italie, alors gouvernée par les fascistes.

## Œuvres
- La llibertat en el dret civil, Barcelone, 1904 (discours à l'Acadèmia de Jurisprudència)
- Examen jurídic del Decret de dissolució de la Companyia de Jesús, Barcelone, 1932 (discours à l'assemblée constituante prononcé le 5 février 1932)
- El règim de la propietat a Catalunya després de l'Estatut, Barcelone, 1933